# 哈勒特半島

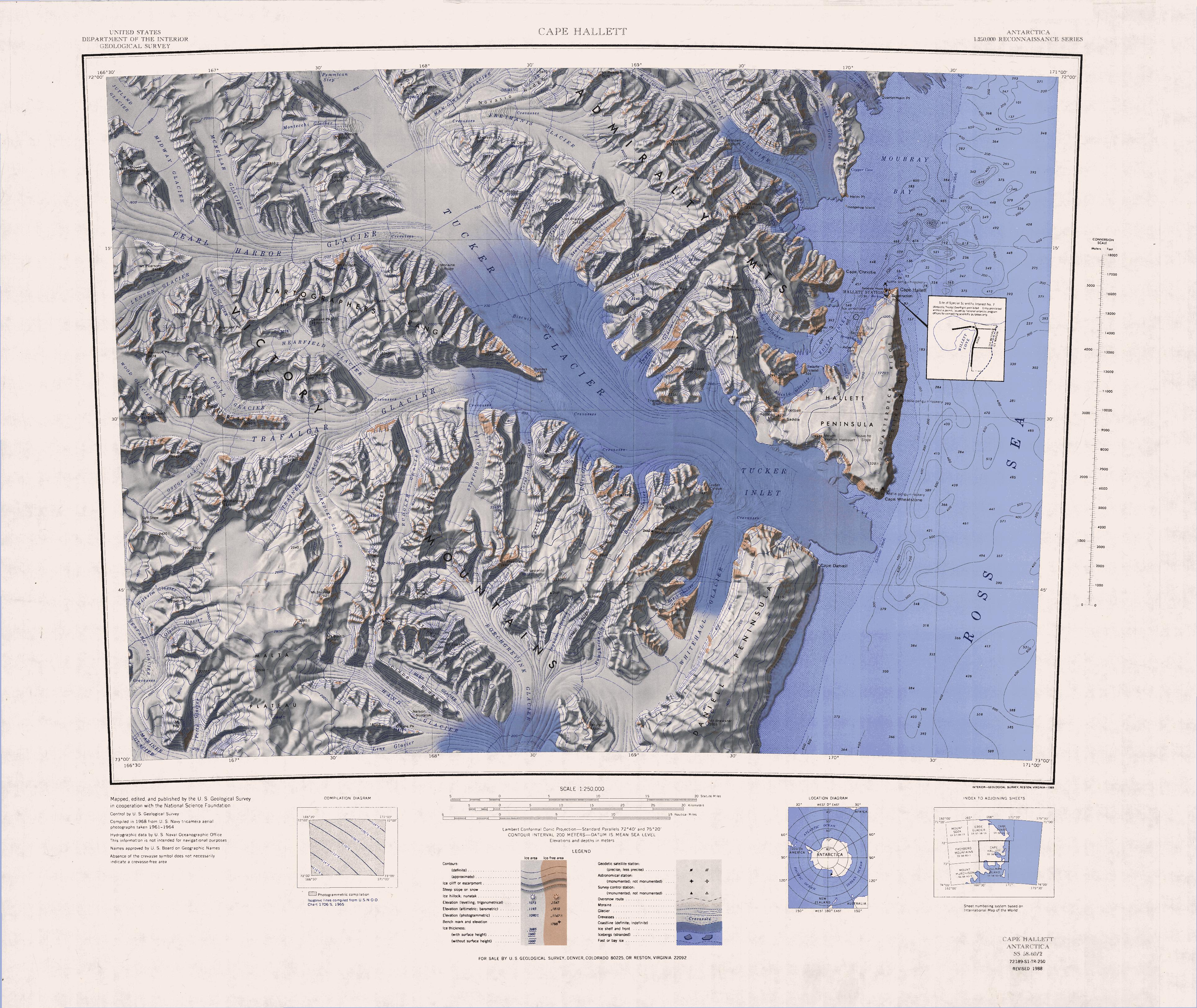
比例1：250000的哈勒特半島和塔克冰川地形圖。

哈勒特半島（英語：Hallett Peninsula）是南極洲的半島，位於維多利亞地，長37公里，東部懸崖高1,500米，西部高300米，該半島由新西蘭探險隊命名，現時受南極條約體系管理。